# چلسی نیوتن
چلسی نیوتن (انگلیسی: Chelsea Newton؛ زادهٔ ۱۷ فوریهٔ ۱۹۸۳) بازیکن بسکتبال، و سرمربی (بسکتبال) اهل ایالات متحده آمریکا است.